# Bestiaire de Rochester
Le Bestiaire de Rochester est un manuscrit d'un bestiaire enluminé, daté vers 1230 et contenant 55 miniatures. Il est conservé à la British Library sous la cote Royal 12 F XIII.

## Historique
Le manuscrit provient du prieuré Saint Andrew de la cathédrale de Rochester dans le Kent : il contient une inscription mentionnant son nom datée du XIVe siècle. Il semble avoir été volé, à cette époque, par un frère du nom de John Malling, condamné pour apostat et vol, puis restitué. Des pages contenant des prières sont ajoutées toujours à cette époque (f.1-2). En 1542, il est mentionné dans l'inventaire de l'ancienne bibliothèque royale à Westminster. Il semble être aussi présent dans l'inventaire de cette bibliothèque au Palais St. James de Londres en 1698. Il fait partie des manuscrits de la bibliothèque royale offerts par George II en 1757 au British Museum. Il appartient de nos jours à la British Library.

## Description
Comme les autres bestiaires anglais de cette époque, son texte est une compilation du Physiologus et des parties correspondantes à ces thèmes dans les Étymologies d'Isidore de Séville. Le manuscrit a ici la particularité de contenir des ajouts tirés du Pantheologus de Pierre de Cornouailles, appelé aussi Pierre d'Aldgate. Un autre texte a été ajouté à la fin de l'ouvrage : il s'agit d'un extrait du Lapidaire, un traité sur les pierres précieuses écrit par Marbode de Rennes.
Le manuscrit contient 55 miniatures placées dans un cadre et placée à la fin de chaque paragraphe. Chacune représente un animal. Certaines contiennent des indications destinées à l'enlumineur écrites en français. Il présente par ailleurs des lettrines ornées et dorées ainsi qu'une lettrines zoomorphe au début du texte (f.3). La décoration du manuscrit n'a apparemment pas été achevée, plusieurs espaces laissés pour des miniatures ayant été laissés vides du f.52 à 107.

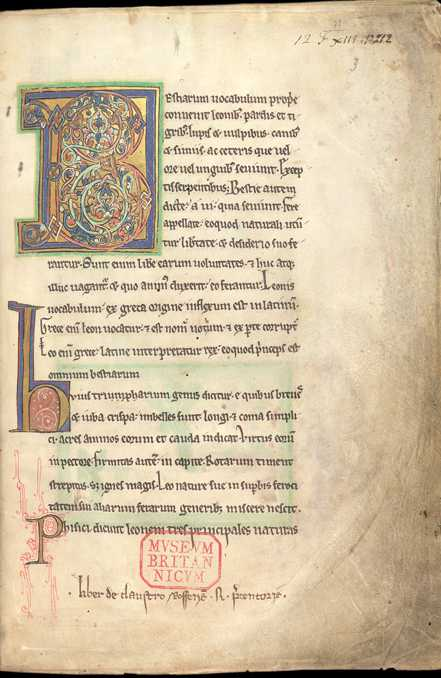
Première page du bestiaire et sa lettrine, f.3r
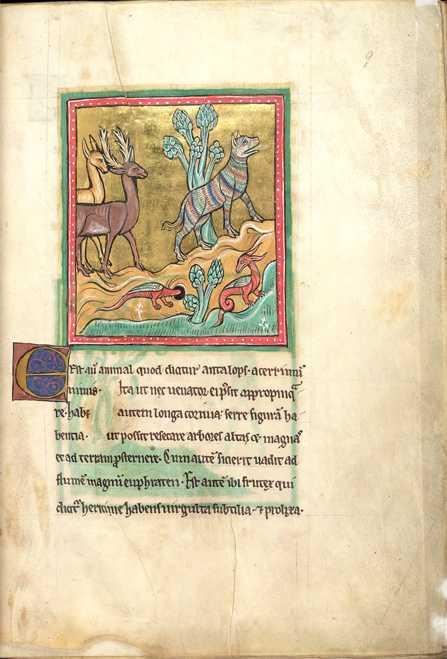
La Panthère, f.9r
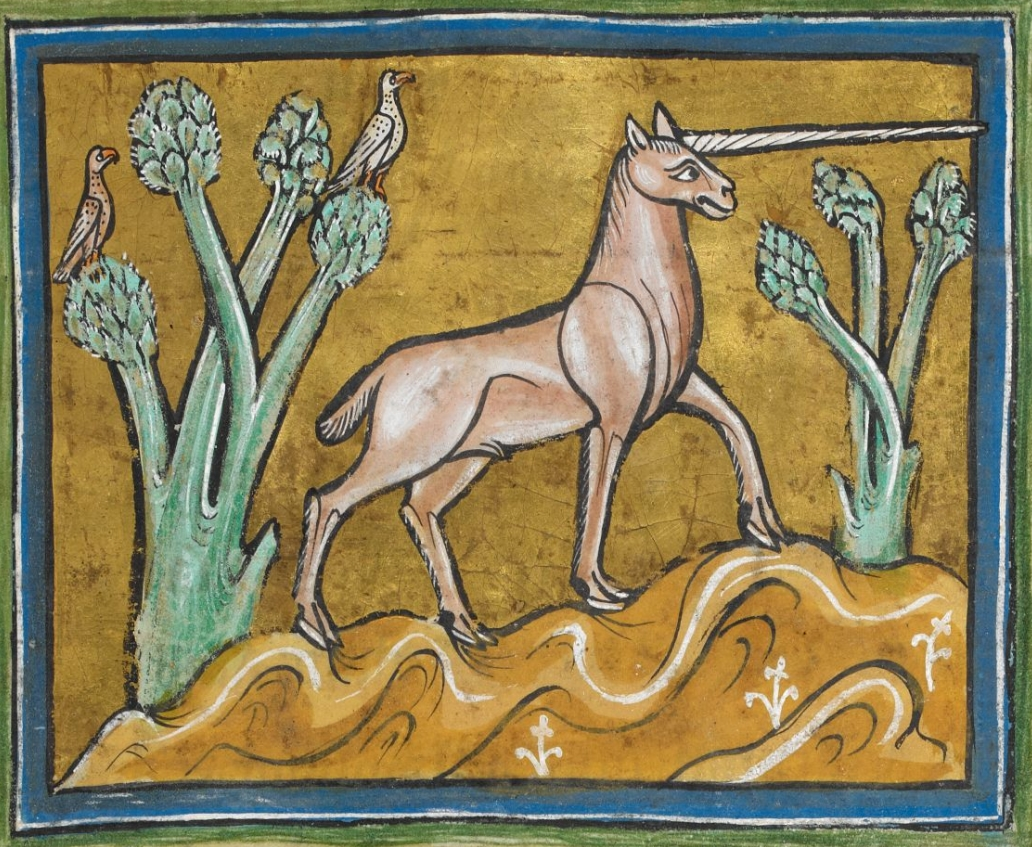
Le Monocéros, f.21r

L'enlumineur a semble-t-il contribué à la décoration d'autres manuscrits toujours conservés. Sa main a en effet été repérée dans deux bibles localisées à Cambridge (University Library Ee.2.23) et à la bibliothèque de la cathédrale de Peterborough (Ms.10), un ancien manuscrit aujourd'hui détruit et autrefois conservé à la bibliothèque nationale de Turin (L.IV.25), et un psautier conservé au Nationalmuseum de Stockholm (B. 2010, qui contient par ailleurs une miniature de William de Brailes).